# 12694 Schleiermacher
12694 Schleiermacher (1989 EJ6) là một tiểu hành tinh nằm phía ngoài của vành đai chính được phát hiện vào ngày 7 tháng 3 năm 1989, bởi Freimut Borngen ở Tautenburg, Đức. See also the eponymic Friedrich Schleiermacher.